# Distrito de Pebas
El Distrito peruano de Pebas es uno de los cinco distritos de la Provincia de Mariscal Ramón Castilla, ubicada en el Departamento de Loreto, bajo la administración del Gobierno regional de Loreto.
El distrito de Pebas tiene 56 comunidades. Su capital es Pebas. La mayoría de las comunidades se encuentran a las orillas del gran río Amazonas.
Desde el punto de vista jerárquico de la Iglesia católica forma parte del  Vicariato Apostólico de San José de Amazonas.,  existen comunidades de la religión israelita "Asociación Evangélica de la Misión Israelita del Nuevo Pacto Universal" que empezaron a formar comunidades nuevas como Nuevo Pevas en el año 1997.

## Historia
El distrito fue creado mediante Decreto s/n del 7 de febrero de 1866.

## Geografía humana
En este distrito de la Amazonia peruana habitan  las  siguientes etnias:
- Peba-Yagua grupo Yagua autodenominado  Yihamwo-
- Huitoto, con tres grupos:
  - Bora, autodenominado Miamunaa.
  - Del mismo nombre autodenominado Meneca, Murui o Muinane  .
  - Ocainas, autodenominado Dyo'xaiya o lvo'tsa
- Tucano, grupo Orejón autodenominado Maijuna

## Autoridades

### Municipales
2023 - 2026
- - Alcaldesa:Neidi Mercedes Rengifo Salinas
  - Regidores:Rider Pérez Cahuachi, Kleopaty Flores Soto, Delcio Peña Noriega y Nixon Nolorbe Luque, Karla del Rosario Ríos Mejía

### Economía
Su economía Principalmente está dada por la agricultura, ganadería, pesca, caza, Extracción de madera y el turismo.

### Religiosas
Católicos,
Israelita de la "Asociación Evangélica de la misión Israelita del Nuevo Pacto Universal".

### Personas Famosas
- Francisco Grippa Jochamowipz

## Festividades
- Febrero: Creación Política (7 de 1866 - Mariano Ignacio Prado Ochoa)
- Marzo: Fundación del Pueblo de Pebas (13 de 1735 - PJ. Adam Witman)
- Diciembre: Inmaculada Concepción